# Sokol Wien
Das österreichische Floorball-Team Sokol Wien ist eine Abteilung des vor allem für seine Volleyballmannschaft bekannten Sportvereins TJ Sokol Wien, der seine historischen Grundlagen in der tschechischen Sokol-Bewegung hat.

## Geschichte
Die Sokol-Bewegung verbreitete sich zunächst in anderen slawischen Ländern, später auch in der tschechischen Diaspora. Beim Sokol stand in der Vergangenheit neben der körperlichen Ertüchtigung auch das nationale Gemeinschaftserlebnis im Vordergrund, die verschiedenen Sokolverbände der slawischen Nationen engagierten sich in der Pflege slawischer Folklore und die gemeinsamen Sportfeste waren nicht zuletzt Ausdruck des Panslawismus. In den modernen Sokolverbänden spielt dieses politische Motiv nur noch eine geringe Rolle, im Zentrum der Verbandstätigkeit steht der Breitensport. Dennoch richtet sich der Verein Sokol Wien – und auch dessen Floorball-Abteilung – nach wie vor vorrangig an tschechisch- und slowakischsprachige Interessenten, worauf auch der ausschließlich in tschechischer Sprache gehaltene Internetauftritt des Vereins hindeutet.
Die Herrenmannschaft nimmt in der Saison 2024/2025 erstmals an der Großfeld-Bundesliga teil, nachdem die Mannschaft zuvor in der Kleinfeld-Bundesliga sowie (erstmals 2023/24) in der 2. Bundesliga Großfeld an den Start gegangen war.

## Titel und Erfolge

### Herren
- Großfeld: Zweitliga-Vizemeister 2024
- Kleinfeld: Bundesliga-Vierter 2024